# Sentica frauenfeldi
Sentica frauenfeldi är en fjärilsart som beskrevs av Scott 1865. Sentica frauenfeldi ingår i släktet Sentica och familjen säckspinnare. Inga underarter finns listade i Catalogue of Life.